# Borbona
Borbona est une commune italienne de la province de Rieti, dans la région Latium.

## Administration
| Période                                  | Période | Identité | Étiquette | Qualité |
| ---------------------------------------- | ------- | -------- | --------- | ------- |
|                                          |         |          |           |         |
| Les données manquantes sont à compléter. |         |          |           |         |

### Hameaux
Piedimordenti, Vallemare.

### Communes limitrophes
Antrodoco, Cagnano Amiterno, Cittareale, Micigliano, Montereale, Posta.

## Astronomie
L'Observatoire astronomique de Vallemare di Borbona se situe à proximité du hameau de Vallemare. L'astéroïde (225076) Vallemare porte le nom dudit hameau.